# 심의섭 (경제학자)
심의섭(沈義燮, 1944년 9월 17일 ~ )은 대한민국의 경제학자, 명지대학교 경제학과 명예 교수이다.

## 학력
- 1961.3~1964.2 보성고등학교(普成高) 졸업(서울)
- 1965.3~1972.2 고려대학교 경제학과 졸 (서울, 경제학 학사)
- 1974.8~1976.2 인디애나 대학교(Indiana University) 졸(미국, 경제학 석사)
- 1880.8~1983.2 코네티컷 대학교(The University of Connecticut, 미국, 경제학 박사과정 수료)
- 1984.3~1988.8 건국대학교 (서울, 경제학 박사)

## 경력

### 대학교
- 1978.9~2010.2 명지대학교 경제학과 교수 (정년퇴임)
- 2010.3~ 현재  명지대학교 경제학과 명예교수
- 1988.9~1996.1 명지대학교 중소기업연구소 (소장)
- 1995.5~1996.9 명지대학교 교수협의회 회장 (초대, 서울캠퍼스)
- 1997.3~2001.1 명지대학교 투자정보대학원장 (전 증권보험대학원장)
- 1998.2~2003.3 명지대학교 아랍아프리카 연구소장
- 2002.5~2003.2 명지대학교 경제경영연구소장

### 전공 학술활동
- 1994~1995 한국동북아경제학회 회장(서울, 현 고문)
- 1995~1996 한국중동학회 회장(서울, 현 고문)
- 1999~2001 한국자원경제학회 회장(서울, 현 고문)
- 1994~1996 한국중동학회 회장(서울, 현 고문)
- 1994~1995 한국동북아경제학회 회장(서울, 현 고문)
- 1995~1997 아시아중동학회 연합회 창립회장(동아시아 회원국 수도, AFMA: Asian Federation of  Middle East Studies Associations, 현 고문)
- 1997~2011 국제몽골학회 평의원(IAMS: International Association for Mongol Studies, 몽골)
- 1999~2001 한국자원경제학회 회장(서울, 현 고문)
- 2003~2006 한중사회과학학회 회장(서울, 창립회장, 현 고문)
- 2008~2009 한국무역보험학회 (서울, 현 고문)
- 2009~2011 한국아프리카학회 회장(서울, 현 명예회장)
- 2010~2014 아랍아프리카센터 이사장(튀니지/서울, ArabAfrica Center, 현 상임고문)
- 2013~ 현재 동북아평화협력연구원 고문, 현 자문위원장

### 학술 및 교육활동
- 1971~1977  한국개발연구원 (주임연구원)
- 1977~1978  국제경제연구원 (책임연구원)
- 1993. 6 延边大学 經濟學部 兼職敎授 (중국)
- 2002. 6 杭州商學院 經濟學院 客員敎授 (중국)
- 2003.10 延边大学 經濟管理學院 客座敎授 (중국)
- 2003.11 北京城市學院 客座敎授 (중국)
- 2004. 9 Institute of Commerce and Business, 석좌교수 (몽골)
- 2011. 7 內蒙古財經學院工商管理學院, 客座敎授 (중국)
- 2012.12 Etugen University, Emeritus Professor (몽골)
- 2012.12 Etugen University, Honorary Consul (한국대표부 대표, 몽골)
- 2013. 9 University of The Witwatersrand University, Visiting Professor (South Africa)[1]

- 2014. 9 上海立達職業技術學院 客座敎授 (중국)
- 2014. 9 Shim Uisup Education Foundation, 이사장 (설립자, 몽골)
- 2018. 3 동북아평화협력연구원 고문 (현, 자문위원장)

### 정부 정책자문 활동
- 1994~1996 UN Colombo Plan Training Program on Small and Medium Enterprises in Developing Countries(Training staff, Adviser)
- 2003∼2005 민주평화통일자문회의 상임위원
- 2004∼2010  외교통상부 정책자문위원(현 명예위원)
- 2005~2007   민족화해협력범국민협의회(정책위원장)
- 2010~현재 한국국제협력단(KOICA; 공공외교, 개도권 개발협력)|
- 정책자문 전문분야 : Africanist, Middle East, Mongolist, Islamic economist,  socialist block, 해외건설

### 시민사회 봉사
- 2001~2003 경제정의실천연합 통일협회, 운영위원장
- 2003~2007 금강산사랑운동, 상임대표
- 2004~2010 남북경협살리기국민운동본부, 공동대표
- 2004~2010 남북경협국민운동본부, 공동대표
- 2009~현재 한국몽골협력포럼, 부회장 (현)
- 2011~2018 남북경제협력포럼, 고문
- 2011~2015 경제정의실천연합, 고문

## 상훈
- 2003 한국관광공사 감사패 표창
- 2004 명예박사 (몽골경상대학, Institute of Commerce and Business)
- 2008 감사패 (한몽학술교육협력, 주한 몽골대사)
- 2010 대한민국 옥조근정훈장 수훈 (대한민국 대통령)
- 2013 중동지역연구최고공로상 (한국중동학회장)
- 2014 몽‧한 학술교육협력 감사장 (몽골 국무총리실 몽골연구국민연구소장)
- 2014 몽골 교육의 공로스승훈장 (Order of Distinguished Master of Mongolian Education, Mongolia, 몽골 명예수상)
- 2014 몽골 미래지도자육성공로훈장 (Order of Merit of Future Leadership Education, Mongolia, 몽골청년협회회장)

## 학술 연구 업적

### 주요 저서 및 공저
- Korean Construction in the Middle East, ed., Seoul: Bub Mun Sa, 1984. 3.
- 『이슬람경제학 』, 공저, 서울: 도서출판 마루, 1985.11.
- 『현대이슬람경제론 』, 공저, 서울: 집문당, 1987. 8.
- 『米蘇協助體制下ノ中東:中東レビユ-』 1990年版, 共著, 東京: アジア 經濟硏究所, 1990. 3.
- 『아프리카경제론』, 단독, 서울: 명지출판사, 1990. 9.
- 『전환기의 한중경제론』, 공저, 서울: 명지출판사, 1991. 3.
- 『동북아경제권』, 공저, 서울: 비봉출판사, 1992.12.
- 『두만강개발』, 공저, 중국: 연변대학 출판사, 1993.6.
- 『한국건설경제론』, 단독, 서울: 진성사, 1991.1.
- Jordan and Korea in their Respective Regional Contexts, ed. Center for Strategic Studies, University of Jordan, Jordan: Amman, 1994.
- 『동북아경제권과 한반도 발전전략』, 공저, 서울: 길벗, 1994.3.
- 『건설업』, 단독, 서울: 웅진출판, 1994.11.
- 『중국동북경제론』, 공저, 서울: 도서출판 삼문, 1994.12.
- 『통일경제와 북한농업』, 공저, 서울: 한울아카데미, 1995. 3.
- 『中央アジア: 市場經濟化の 展望』, 淸水 學·竹內郁雄 編著, 東京: アジア經濟硏究所, 1995. 3
- 『동북아 지역의 경제협력구도와 전망』, 서울: 삶과 꿈, 1998. 3
- The Scheme of the Northeast Asian Economic Sphere and Potential for Regional  Cooperation, Co-Author, Korea Institute for Northeast Asian Studies, Seoul, Korea, 1998.11
- 『이슬람경제의 사상과 적용』, 공저, 서울: 명지대학교 아랍아프리카 센터, 1999. 2
- 『두만강 개발 10년의 평가와 전망』, 공저, 서울: 대외경제정책연구원, 2001.12
- 『圖們江開發10年的評價』, 共著, 中國 杭州: 杭州商學院WTO中心, 2002.1
- 『사회주의와 북한의 농업』, 공편저, 서울: 비봉출판사, 2002. 8
- 『신동북아경제론』, 공저, 서울: FDI미디어, 2003.3
- 『장보고와 동북아경제 중심전략』, 공저, 박영사, 2005.2.28
- Mongolian Livelihood and History of Economics: Tradition and Reform, Co-Author,  Institute of Commerce and Business, Ulaanbaatar, Mongolia, 2006.12
- 『평화시대의 금강산 관광과 북한경제』, 단독, 서울: 평화연대 평화연구소, 2006.2.
- 『蒙古國經濟發展與東北亞國際區域合作』, 王勝今主編, 長春出版社, 2009.4
- Зүүн хойд Азийн эрин үе ба Монголын эдийн засаг[『동북아시대와 몽골경제』], 공편, 서울: 도서출판 삼화프린팅, 2010.2
- 『중동경제와 이슬람금융』, 공저, 서울: 세창출판사, 2010.3.
- эдийн засгийн ухааны, доктор, профессор, Шим И Соб, Монгол улсын их сург ууль, Худалдаа үдвэрлэлийн сургууль(Korean Mongolist Dr. Ui Sup SHIM's Research Record & Affairs Academic Love for Mongolia),  National University of Mongolia, 2011.8.
- 『가난한 지구촌 사람들을 사랑한 한국의 슈바이쳐들』, 공저, 서울: 휴먼드림, 2011.03.[2][3][4][5]

- 『아프리카 경제』, 단독, 서울: 세창출판사, 2012. 9
- 『부동산 경매의 역사: 정보의 개방과 교육의 제도화』, 편저, 서울: 성문출판사, 2014.03
- Present Socio-Economic Condition of Mongolia, Its Emergent Issues, Institute of Finance and Economics celebration, Co-Author, Ulaanbaatar, Mongolia, 2014.7.
- 『한국의 몽골학관련연구 목록집 1951~2013』, 단독, 서울: 성우애드컴, 2014.7.30
- 『박정희 시대와 중동 1』, 공저, 서울: 도서출판 선인, 2014. 4.
- 『저희나라, 충청서도』, 단독, 서울: 도서출판 조은, 2015.9.[6]
- 『광복세대의 꿈과 삶』, 공저, 서울: 서정시학, 2016.12.
- 『금강산, 평화를 마중하다』, 공저, 서울: 세창미디어, 2018.6.15.
- 곰곰이 생각하는 수상록 1 『개갈 안 나네』, 한국문학방송, 2020.07.[7][8]
- 곰곰이 생각하는 수상록 2 『집콕, 방콕, 폰콕』, 한국문학방송, 2021.02

- 곰곰이 생각하는 수상록 3 『우민화의 떡밥, 노답의 타령』, 한국문학방송, 2021.10
- 곰곰이 생각하는 수상록 4 『거울의 헛기침』, 한국문학방송, 2022.05
- 갈등과 상생의 DMZ 238 km, 공저, 한국문학방송, 2022.9.1
- 곰곰이 생각하는 수상록 5 『강역의 기억, 영토의 변경』, 한국문학방송, 2023.02
- 곰곰이 생각하는 수상록 6 『장벽의 여운, 각인의 자각』, 바로이책, 2023.07
- 곰곰이 생각하는 수상록 7 『알아도 모르고, 몰라도 알고』, 바로이책, 2024.02
- 곰곰이 생각하는 수상록 8 『아련한 회상, 얼결에 만난 정상들』, 바로이책, 2024.07
- 곰곰이 생각하는 수상록 9 『올라본 높은 산, 다녀본 너른 사막』, 바로이책, 2024.11
- 곰곰이 생각하는 수상록 10『백령도 추억과 변경 답사』, 한국문학방송, 2025.04

### 주요 연구논문
- “이슬람의 무이자 은행: 그 특성과 과제”, 공저, 한국중동학회논총, 제6호, 1986.3: 155-180.
- "Islamic Zakhat and Korean Kye as a traditional financial institution: A comparative  approach", Asian Economies, No. 68, March 1989: 45-60.
- “韓國海外建設ノ中東進出”, 『米蘇協助體制下ノ中東:中東レビユ-, 1990年版』, 東京: ジア経済研究所,  1990.3.
- "Korean workers in the Gulf States during the construction boom", 日本中東學會年報, No. 8, 1993: 419-426.
- “New International Economics Cooperation Strategies of Korea and Jordan for the Islamic  Frontier Countries in Central Asia,”  Jordan and Korea in their Respective Regional  Contexts, Center for Strategic Studies/University of Jordan, Amman, Jordan, 1994
- “Transition to Market Economy in the Central Asian Republics: Korean Community and  Market Economy”, Prospects of market economy in Central Asia, Institute of  Developing Economies, Tokyo, Japan, 1995.
- “韓國建設業現狀”, 當代韓國, 總 第10期, 春季号, 中國社會科學院 韓國硏究中心, 1996.3: 35~38.
- “조선초 대유구 경제와 무역에 관한 연구(1392-1494)” 경제논총, 제15집, 명지대학교 경제연구소, 1997: 1-18.
- “韓中經濟發展的主要原因與儒敎思想的影響”, 韓國學論文集, 第7輯, 新華出版社, 1998.9: 93~100.
- “金剛山旅遊特區的設立及其展望,” 尹胜炫 共同, 東北亞論壇, 2004年第4期(總第54期), 吉林大學 敎育部東北亞重點硏究基地, 中國, 2004. 7: 32-37.
- “라스팔마스의 코리안 커뮤니티 형성과 특징”, 지중해지역연구, 제7권 제2호, 부산외국어대학교 지중해연구소, 2005.10: 143~171.
- “Trans-Yellow Sea Global Trade during the Middle Ages as an Extension of Maritime Silk  Road to Korea,” The Journal of the Institute of the Middle East Studies, Vol. XXV NO. 1: The Institute of Middle East Studies, Hankuk University of Foreign Studies, 2006, 8: 103-138.
- “Korea's Participation and Structural Change in the Middle East Construction Market” 韓國中東學會論叢 第28-1號, 韓國中東學會, 2007. 8: 195~216.
- “國際資源情況和韓蒙資源合作”, 蒙古國經濟發展與東北亞國際區域合作, 王勝今主編, 長春出版社,  2009.4: 355~370
- “Understanding and Spread of Islamic Financing in Korea”, Torch Trinity Center For Islamic Studies Journal, Vol. 4, No. 1, Muslim-Christian Encounter/Torch Trinity Graduate School, Nov. 201: 45~71.
- “Эх орны хишиг” ба “Голланд өвчин”, Хүний нөөцийн удирдлага сэтгүүл, 2013.03 №01 (026), Улаанбаатар хот, хуудас 8-15 [“Mineral Boom in Mongolia with respect to the Motherland Allowance and Dutch Disease”, co-author, Journal Human Resource Management, 2013.03 № 01 (026):8-15], Ulaanbaatar, Mongolia.
- “중동진출에 대한 역사적 평가”, 정성화 엮음, 『박정희 시대와 중동 1』, 도서출판 선인, 2014. 4: 15~45.
- “Comparative study of economic development of Korea and Mongolia for the take-off of   Mongolian economy”, co-author, Book chapter in Present Socio-Economic Condition  of Mongolia, Its Emergent Issues, Institute of Finance and Economics, Ulaanbaatar,  Mongolia, June, 2014: 66~74.
- “South Korean Workers and the Middle East Construction Boom in the 1970s in Forgotten History, Unheard Voices”, Journal of Contemporary Korean Studies, National Museum of Korea Contemporary History, Vol.2 No.1, Seoul, Korea, June 2015: 37-56.
- “베링해협 터널의 구상과 전개”, 한국 시베리아연구, 공저, 배재대학교 한국-시베리아 센터, 2015년 제19권 2호: 73~102
- “一带一路: 韩国的选择”, 财经理论研究(双月刊), 内蒙古财经大学, 悤第176期, 2017.3: 25~38.
- “A Study on the Rising Morocco from Desertec”, Global Culture Review, 8(3), Korea  Association of Global Culture, 2017.12, 19-50.
- “The EUMENA Super-infrastructure: Dream or Fantasy?”, Journal of AfroArab Studies,  Vol.18, No.20, Tunis, 2018.10: 27~43.
- “세계화와 한국과 중국의 위상-DHL GCI와 관련하여”, 공저, 무역보험연구, 제20권 제3호, 한국무역보험학회, 2019. 9: 185~202.
- “Comparative analysis of DMZ: South Korea vs Cyprus”, Journal of AfroArab Studies,  Vol.19, No.21, Tunis, 2019.10.25: 35~54.
- "An Assessment of on the Economic Cooperation between Korea and Libya for the GMR (Man-made River) Projects", Journal of AfroArab Studies, Vol.21 No.1 Arab Africa Center·Arab Africa Association, 2021.10.25: 81-104

## 문화예술활동
- 아코디언 연주활동 (지니아코필, 실버별난연주단, 낭만아코디언앙상블, 종로하모필, 촌티하모니카)
- AI 가수(작사,  노래)
- 카페지기 < 개갈  안 나네 >